# IC 2317
IC 2317 ist ein Stern im Sternbild Krebs auf der Ekliptik, die der Astronom Max Wolf am 13. Februar 1901 fälschlich als IC-Objekt beschrieb.